# Seelhausener See
Der Seelhausener See ist ein circa 622 Hektar großer Tagebaurestsee, der aus dem ehemaligen Braunkohletagebau Rösa (Teil der Goitzsche) hervorgegangen ist. Er liegt zum größten Teil im Bundesland Sachsen und zu einem geringeren Teil in Sachsen-Anhalt.

## Allgemeine Informationen
Der Ort Seelhausen wurde 1987 bei der Erweiterung des Tagebaus Goitzsche überbaggert. Durch Flutung des Tagebaurestlochs entstand der Seelhausener See. Er liegt westlich von Löbnitz, südlich von Bitterfeld und nördlich von Delitzsch, im Mitteldeutschen Seenland. Der See wurde von Ende Juli 2000 aus der Mulde über eine Rohrleitung mit einer Wassermenge von 1 m³/s gefüllt, bis diese im Jahr 2002 durch das Elbhochwasser zerstört wurde. Seit diesem Ereignis wird der See durch den Lober-Leine-Kanal gespeist. Im März 2004 waren nach Angaben der LMBV 96 % der geplanten Stauhöhe erreicht. Im Jahr 2005 wurden die Flutungsarbeiten abgeschlossen. Mittlerweile wurde an der Flutungsstelle eine Strandanlage errichtet, eine weitere Nutzung des Sees als Naherholungsgebiet ist in Planung.
Nordwestlich vom Seelhauser See liegt der größere Große Goitzschesee. Zum Seengebiet gehören ebenfalls der Paupitzscher, der Holzweißiger, der Ludwigsee, der Neuhäuser See sowie der Zöckeritzer See mit Essigloch und Auensee. Die Gesamtfläche aller Seen im ehemaligen Tagebau Goitzsche wird auf 24 Quadratkilometer geschätzt.
Beim Seelhauser See handelt es sich um einen Tagebaurestsee mit einer Wasserspiegelhöhe von 78 m ü. NN. Sein Speicherraum beträgt 74 Mio. m³ mit einer Speicheroberfläche von 622 Hektar.